# Макаров, Александр Алексеевич
Александр Алексеевич Макаров (род. 1966, СССР) — учёный русского происхождения, работы в области масс-спектрального приборостроения.
В 1989 году окончил Московский инженерно-физический институт  (с 2009 года — Национальный исследовательский ядерный университет «МИФИ»), в 1992 г. защитил кандидатскую диссертацию на тему «Квази-изохронное движение заряженных частиц в статических электромагнитных полях».
В 1994—1998 научный сотрудник университета Варвика (Великобритания).
В настоящее время (с 2007 года) — руководитель исследовательских работ в области наук о жизни в компании Thermo Electron (Бремен, Германия).
Применив Фурье-преобразование, решил задачу ввода ионного пакета в анализатор практически без искажений самого пакета и электрического поля.
Разработанный Макаровым прибор «Орбитрэп» отмечен на 17-й Международной конференции по масс-спектрометрии (2006, Прага) как лучший в области масс-спектрального приборостроения. Прибор может применяться для анализа различных соединений: от молекул до белков.

## Награды
- 3 апреля 2007 г. присуждена медаль Генриха Эммануэля Мерка.
- Лауреат премии Томсона (2012) — высшей награды Международного масс-спектрометрического общества.
- Медаль Американского масс-спектрометрического общества «За выдающийся вклад в масс-спектрометрию» (2008),
- исследовательская премия Курта Брюне Международного масс-спектрометрического общества (2009 год).
- Почётная медаль ВМСО «За выдающиеся заслуги в области масс-спектрометрии».